# Jan Krzysztofczyk
Jan Krzysztofczyk (ur. 24 czerwca 1937 w Sosnowcu, zm. 15 listopada 2008 w Wiośnie) – polski dramaturg, nowelista, prozaik. Autor sztuk teatralnych o problematyce historycznej oraz słuchowisk radiowych, związany z Zagłębiem Dąbrowskim i ziemią świętokrzyską.

## Biografia
Syn Władysława Andrzeja Krzysztofczyka (1896-1970) i Balbiny z domu Tkacz (z Zielińskich-Malarczyków herbu Doliwa; 1902-1992). Miał dwie starsze siostry: Teodozję, po mężu Lemanowicz (1927-2017) i Janinę Helenę, po mężu Jasińską (1928-1995). 
Przodkowie rodu Krzysztofczyków - według publikowanej relacji pisarza - byli Hiszpanami i jako zbuntowani grandowie skazani na banicję opuścili Hiszpanię, przybywając w XVI wieku do Polski, gdzie nabyli dobra ziemskie w okolicach Krakowa: Złotniki, Poborowice i Proszowice. 
Jego ojciec, urodzony w Poborowicach, należał do Polskiej Organizacji Wojskowej, w 26. pułku piechoty, od maja 1919 był uczestnikiem wojny polsko-bolszewickiej w stopniu sierżanta a także II i III powstania śląskiego. Następnie osiadł w Sosnowcu, w dzielnicy Sielec, otrzymawszy w 1923 za zasługi wojenne nadanie ziemskie - Kolonię Złotniki oraz koncesję na skład wódek i wyrobów tytoniowych i restaurację. Podczas II wojny światowej wstąpił do Służby Zwycięstwu Polsce i Związku Walki Zbrojnej a następnie Armii Krajowej (w stopniu porucznika, pseud. "Prosty"), otrzymując Krzyż Walecznych i Brązowy Krzyż Zasługi z Mieczami. Za działalność wojskową został aresztowany w październiku 1950 przez władze komunistyczne i fałszywie oskarżony w procesie sądowym o likwidację ludzi nowej władzy w Zagłębiu Dąbrowskim. Ponownie aresztowany w 1959 za rzekome nadużycia finansowe w prowadzonym przez niego sklepie należącym do Spółdzielni Inwalidów "Naprzód", mieszczącej się w dawnym domu Krzysztofczyków na Sielcu. W wyniku aresztowań ojca zlikwidowano najpierw prowadzoną przez niego restaurację a następnie doprowadzono do przepadku nadania ziemskiego. Droga życiowa ojca (w tym zwłaszcza jego zasługi wojskowe i późniejsze prześladowania przez władze komunistyczne w latach 50.) miała - co podkreślał Jan Krzysztofczyk - znaczący wpływ na jego biografię i tematykę twórczości literackiej. 
Ukończył Szkołę Podstawową nr 6 w Sosnowcu-Sielcu, potem uczył się krótko w szkole ojców michalitów w Pawlikowicach a następnie wstąpił - również na krótko - do Szkoły Morskiej w Gdyni. Powrócił do Sosnowca, gdzie podjął naukę w tamtejszym Gimnazjum i Liceum Ogólnokształcącym im. Stanisława Staszica.
W latach 1960–1965 studiował zaocznie na Wydziale Prawa na Uniwersytecie Wrocławskim. W czasie studiów podejmował się różnych zajęć zarobkowych: uprawiał boks ringowy, pracował jako dyspozytor pogotowia ratunkowego i asystent lekarza sądowego dokonującego sekcji zwłok. Był także referentem Prezydium Miejskiej Rady Narodowej w Sosnowcu a następnie Wojewódzkiej Rady Narodowej w Katowicach, gdzie podlegał przewodniczącemu prezydium WRN Ryszardowi Nieszporkowi. Okres studiów przerwany został czteromiesięcznym aresztowaniem przez władze PRL (był przetrzymywany w piwnicach Komendy Wojewódzkiej MO w Katowicach oraz w więzieniu przy ulicy Mikołowskiej), co skutkowało zwolnieniem go z pracy w WRN. Nie mogąc w tym czasie podjąć pracy zgodnej z kwalifikacjami, pracował w Służbie Drogowej w Sosnowcu przy produkcji asfaltu. 
W kwietniu 1966 za namową ojca wyjechał z żoną i dziećmi na Kielecczyznę. Mieszkał w Łosienku a następnie w Łosieniu - ziemi należącej niegdyś, według przekazu rodzinnego, do dóbr dziadka ze strony matki, hr. Zygmunta Zielińskiego-Malarczyka - powstańca styczniowego, który zginął w 1863 w bitwie pod Małogoszczem. Od września 1966 był przez trzy lata nauczycielem w szkole podstawowej w Łosieniu i z tym okresem życia wiążą się jego pierwsze próby pisarskie.
Debiutował nowelą Zasmole opublikowaną w piśmie literackim "Kamena" (nr 17/1968). Działał w kieleckim Klubie Literackim a także w Związku Młodzieży Wiejskiej.
Pod koniec 1969 powrócił do Sosnowca. Zorganizował i przez dwa lata przewodniczył Klubowi Młodych Pisarzy Związku Młodzieży Wiejskiej w Katowicach. Podjął na krótko pracę pedagoga w Przedsiębiorstwie Robót Budowlanych Przemysłu Węglowego w Katowiacach a od 1971 był początkującym dziennikarzem tygodnika "Goniec Górnośląski", prowadzonego wówczas przez red. Alicję Olczyk. Z jej rekomendacji, od grudnia 1972 do maja 1975 objął funkcję redaktora naczelnego "Zagórzanina" - gazety zakładowej kopalni węgla kamiennego "Mortimer-Porąbka", funkcjonującej od 1974 pod tytułem "Czerwone Zagłębie", co sam pisarz, bezpartyjny syn piłsudczyka, mający w pamięci swoje pochodzenie społeczne, uważał za niezwykły paradoks swej drogi zawodowej - jako, że kopalnia była wówczas uważana za bardzo nowoczesną i przez to cenną propagandowo dla władzy komunistycznej. Odmawiał jednak konsekwentnie przystąpienia do Polskiej Zjednoczonej Partii Robotniczej.
Rok po połączeniu "Zagórzanina" z pismem kopalni węgla kamiennego "Klimontów" i powstaniu nowej gazety "Czerwone Zagłębie", Krzysztofczyk ponownie przeniósł się wraz z rodziną na ziemię kielecką. Podjął pracę w Nadleśnictwie Włoszczowa, w Czarncy, zdobywając uprawnienia leśnika. Od 1975 do grudnia 1981 był stałym współpracownikiem lokalnego dziennika popołudniowego "Echo Dnia". Pod koniec 1980 został przeniesiony służbowo, jako podleśniczy, do Nadleśnictwa Ruda Maleniecka, do Leśniczówki Krzyżówki koło Sielpi, w powiecie koneckim, w gminie Radoszyce.
Po ogłoszeniu w grudniu 1981 stanu wojennego w Polsce zrezygnował z pracy zawodowej i przeszedł na rentę inwalidzką. Przez kilka lat hodował konie szlachetne (małopolskie), kupując w tym celu 18 hektarów w Państwowym Funduszu Ziemi. Następnie zajął się wyłącznie działalnością literacką. Opowiadania i dramaty publikował w czasopismach literackich: "Dialogu", "Kulturze", "Literaturze", "Przemianach", "Regionach", "Sycynie", "Świętokrzyskim Kwartalniku Literackim", "Tak i nie", "Tygodniku Kulturalnym", "Życiu Literackim".
W 1992 jego życiorys i twórczość opisał Jan Pierzchała w publikacji Z ciemni podskórnej. Szkice o pisarzach współczesnych urodzonych w Zagłębiu Dąbrowskim (wyd. Śląski Fundusz Literacki w Katowicach).
W latach 1999–2008 był członkiem kieleckiego oddziału Związku Literatów Polskich.

### Życie prywatne
W 1958 ożenił się z Haliną z domu Krowicką (1938-2004), córką artysty skrzypka Edmunda Krowickiego (1908-1997) i Anny z domu Jędrzejewskiej (1912-1956). Miał córkę Iwonę (nauczycielkę), po mężu Gałęzowską i syna Krzysztofa, oraz dwoje wnuków. Mieszkał we wsi Wiosna, nieopodal Sielpi Wielkiej w województwie świętokrzyskim, gdzie zmarł. Został pochowany 19 listopada 2008 obok małżonki na cmentarzu w Radoszycach (sektor 12, rząd 14, numer 9). Jego rodzice i rodzeństwo pochowani są na Cmentarzu Parafii Św. Barbary w Sosnowcu przy ulicy Władysława Andersa.

## Odznaczenia, nagrody i wyróżnienia
- Wyróżnienie w konkursie Jak wieś honor utraciła na scenariusz filmu telewizyjnego (1985);
- III nagroda w konkursie na słuchowisko dla dzieci i młodzieży organizowanym przez IV Program Polskiego Radia za słuchowisko Czika (1987);
- Nagroda Ministerstwa Kultury i Sztuki za sztukę Podział (1990);
- Nagroda w konkursie XXVIII Festiwalu Polskich Sztuk Współczesnych we Wrocławiu za sztukę Podział (1990);
- Wyróżnienie w konkursie im. Jarosława Iwaszkiewicza[16] (1990);
- I nagroda w konkursie organizowanym przez Teatr Polskiego Radia i Ministerstwo Kultury i Sztuki za słuchowisko Pies (1992);
- Wyróżnienie w konkursie organizowanym przez Teatr Polskiego Radia i Ministerstwo Kultury i Sztuki za słuchowisko Szmaciana lalka (1992);
- II nagroda w konkursie tygodnika "Regiony" (1993);
- Wyróżnienie w konkursie na sztukę teatralną dla dzieci i młodzieży zorganizowanym przez Ogólnopolski Ośrodek Sztuki dla Dzieci i Młodzieży w Poznaniu za sztukę Wyrobnicy (1995);
- Wyróżnienie jury za sztuki Święcone na pół i Podział - IV Ogólnopolski Konkurs na Wystawienie Polskiej Sztuki Współczesnej (1998);
- Nagroda „Świętokrzyska Premiera Literacka” za książkę Święcone na pół i inne utwory sceniczne (1999);
- Marka Konecka (nagroda przyznawana osobom zasłużonym dla powiatu koneckiego; 2007);
- Świętokrzyska Nagroda Kultury[17] (2008).

## Twórczość
- Kiedy kos przestaje śpiewać (sztuka dramatyczna napisana na konkurs dla upamiętnienia 75. rocznicy powstania Teatru Polskiego w Warszawie; "Dialog" 1988, nr 10, s. 5-17; wydanie odrębne: Teatr Polski, Warszawa 1989; planowana realizacja teatralna w Teatrze Polskim w Warszawie nie doszła do skutku; realizacja radiowa pt. Kos: Teatr Polskiego Radia, reż. Wojciech Markiewicz; premiera: 1 czerwca 2001[18]);
- Zasmole (słuchowisko radiowe na podstawie własnej noweli; realizacja radiowa: Rozgłośnia Polskiego Radia w Katowicach, reż. Dobrosława Bałazy; premiera: 1 lutego 1989[19]);
- Krzyk (sztuka dramatyczna; "Dialog" 1989, nr 11/12, s. 21-33; wydanie książkowe w opracowaniu Ryszarda Miernika, Jarosława Gawlika i Krzysztofa Słowińskiego: Dom Środowisk Twórczych, Kielce 1991; realizacja radiowa: Teatr Polskiego Radia, reż. Henryk Rozen; premiera: 17 grudnia 1992[20]);
- Podział (sztuka dramatyczna; "Dialog" 1990, nr 7, s. 5-19; realizacje teatralne: Teatr Dramatyczny w Legnicy, 25 maja 1991, reż. Krzysztof Rościszewski[21]; realizacja teatralna pt. Święcone na pół, Podział: Teatr im. Stefana Żeromskiego w Kielcach, 28 lutego 1998, reż. Rafał Matusz[22]);
- Święcone na pół. Sztuka dramatyczna (dramat sceniczny w trzech aktach, w gwarze kieleckiej; powst. 1991; "Dialog" 1995, nr 3, s. 5-20; realizacja teatralna pt. Święcone na pół, Podział: Teatr im. Stefana Żeromskiego w Kielcach, 28 lutego 1998, reż. Rafał Matusz[23]);
- Szmaciana lalka (sztuka radiowa; powst. 1992; realizacja radiowa: Teatr Polskiego Radia, reż. Andrzej Piszczatowski; premiera: 18 kwietnia 1993[24]);
- Pies (słuchowisko radiowe; realizacja radiowa: Teatr Polskiego Radia, reż. Sławomir Olejniczak; premiera: 13 maja 1993[25]);
- Czika (sztuka dramatyczna; "Dialog" 1996, nr 12, s. 5-18);
- Kiedy kos przestaje śpiewać. Opowiadania (Oficyna Wydawnicza "STON 2", Kielce 1997, ISBN 83-86976-37-3);
- Święcone na pół i inne utwory sceniczne (Oficyna Wydawnicza "STON 2", Kielce 1999, ISBN 83-86976-75-6; na str. 224-235 opublikowano opinie o dramatach Krzysztofczyka i ich inscenizacjach teatralnych);
- Ave Maria (opowiadania; Oficyna Wydawnicza "STON 2", Kielce 2001, ISBN 83-7273-030-X);
- Kłopot Pana Boga (powieść; Oficyna Wydawnicza "STON 2", Kielce 2006, ISBN 83-7273-182-9; na jej podstawie powstał dramat sceniczny pod tym samym tytułem - publ. "Dialog" 2006, nr 3, s. 43-90; realizacja teatralna w reż. Piotra Szczerskiego z muzyką Jana Kantego Pawluśkiewicza - prapremiera: Teatr im. Stefana Żeromskiego w Kielcach, 25 marca 2006[26]);
- Zasmole i inne słuchowiska radiowe (posłowie Bohdan Gumowski; Oficyna Wydawnicza "Ston 2", Kielce 2007, ISBN 978-83-72733-28-3);
- Po co... (powieść; Oficyna Wydawnicza "Scriptum", Kielce 2008, ISBN 978-83-88825-33-0).